# 阿免寺
阿免寺（あめんじ）は、大阪府堺市堺区中之町西にある寺院。山号は唱名山。宗派は浄土宗。本尊は阿弥陀如来。

## 歴史
1592年（文禄元年）、光阿浄林によって創建。豊臣秀吉の政権下でキリスト教弾圧が厳しくなる中での開山であったため、阿免寺では仏教寺院でありながらキリシタンがこの地で秘かに祈りを捧げる事を擁護し、本堂の床下を高くしマリア観音をお祀りして参拝させていたと伝えられている。
第二次世界大戦の堺空襲で総檜造りの本堂・御本尊・庫裏が全て焼失。親戚寺に預けられていた脇仏の一体であった阿弥陀如来が唯一、戦火を免れた。戦後、亡きキリシタンの供養にと教会から十字架が奉納され阿弥陀如来像の光背にはその十字架が取り付けられている。

## 交通
- 南海本線堺駅下車、徒歩で約10分。